# 10 (álbum de The Stranglers)
10 es el décimo álbum de estudio de la banda británica The Stranglers y el último con Hugh Cornwell al frente de la misma. Producido por Roy Thomas Baker en los Países Bajos entre 1989 y 1990, y finalmente lanzado en marzo de 1990 por el sello Epic Records.
Listado de canciones
1. "Sweet Smell Of Success" (3:22)
2. "Someone Like You" (2:53)
3. "96 Tears" (3:12)
4. "In This Place" (3:38)
5. "Let's Celebrate" (4:16)
6. "Man Of The Earth" (3:22)
7. "Too Many Teardrops" (3:47)
8. "Where I Live" (3:32)
9. "Out Of My Mind" (4:08)
10. "Never To Look Back" (4:18)
-2001 edition bonus tracks-
11. "Instead Of This" (2001 CD Bonus track).
12. "Poisonality" (2001 CD Bonus track).
13. "Motorbike" (2001 CD Bonus track).
14. "Something" (2001 CD Bonus track).
15. "You" (2001 CD Bonus track).
16. "¡Viva Vlad!" (2001 CD Bonus track).
17. "All Day And All Of The Night" (2001 CD Bonus track).
18. "Always The Sun (Sunny-Side Up Mix)" (2001 CD Bonus track).
The Stranglers
Hugh Cornwell - Guitarra y voz.
Jean Jacques Burnel - Bajo y coros.
Dave Greenfield - Órgano, sintetizador y coros.
Jet Black - Batería y percusión.
- Datos: Q2806799